# Catedral de Pádua

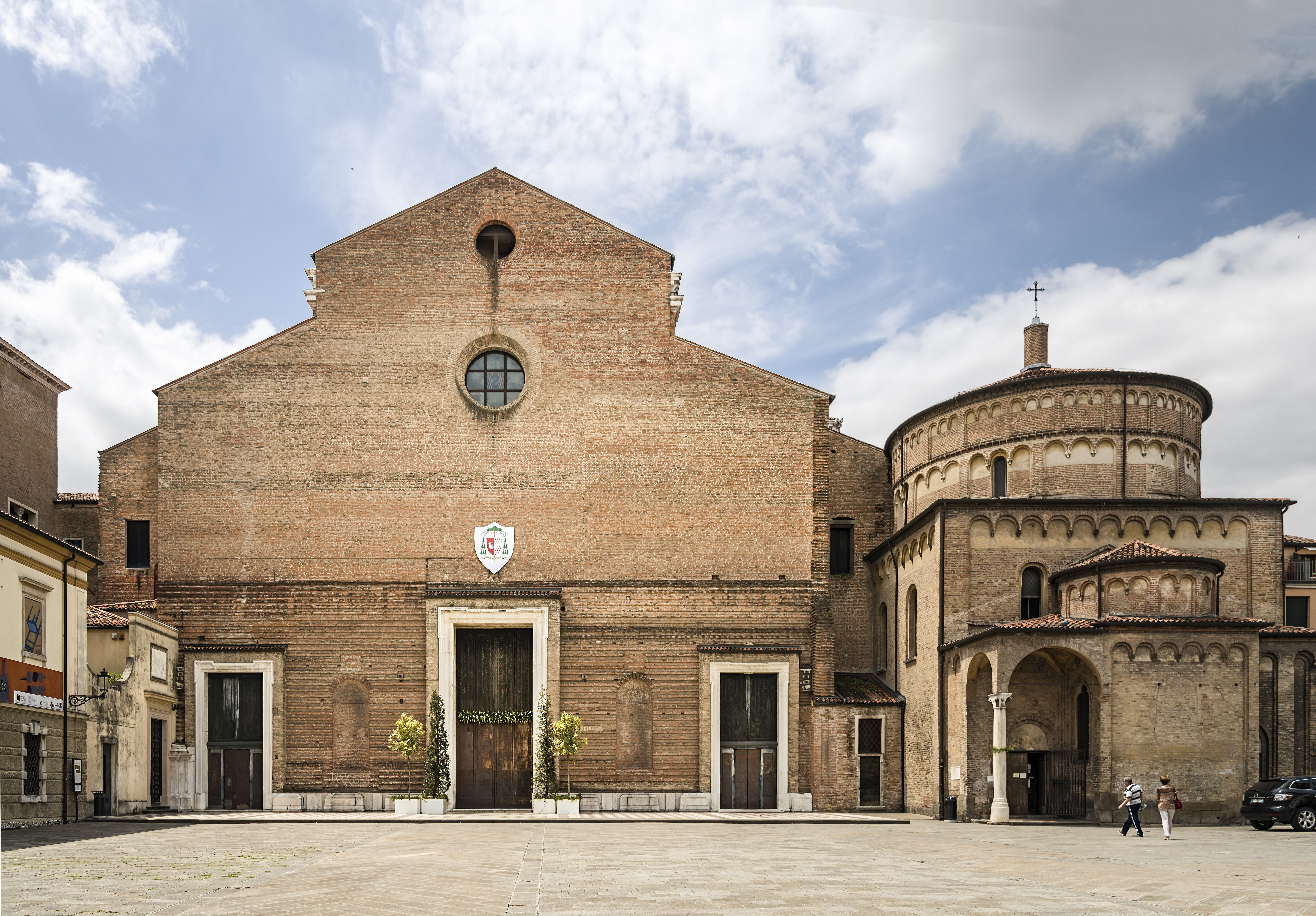
A Catedral e ao seu lado o Batistério de Pádua

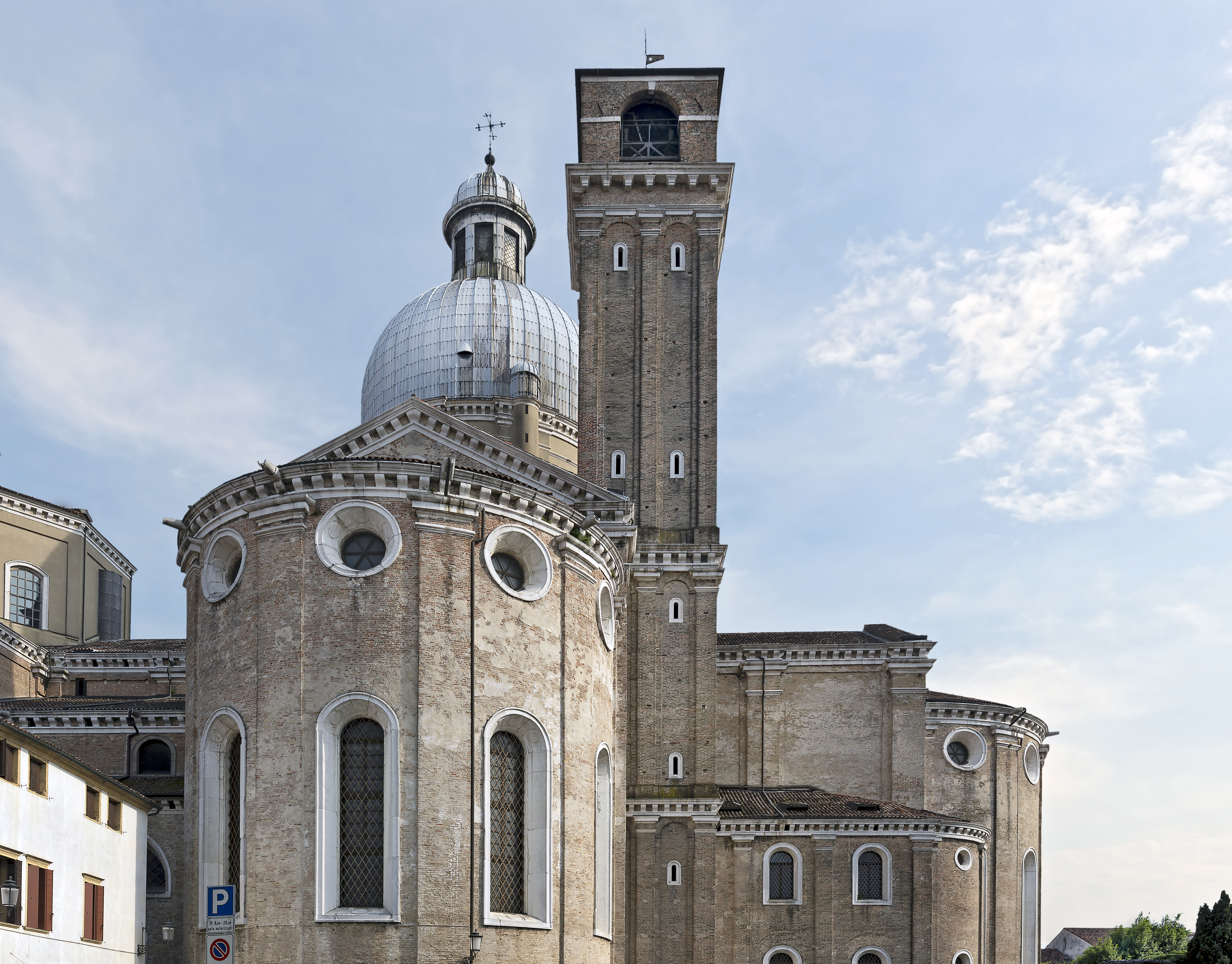
A torre do sino

A Catedral de Pádua, dedicada a Santa Maria Assunta, é a principal edificação religiosa da comuna de Pádua, na Itália, sendo também uma basílica menor e a sede do Bispado de Pádua.
Suas origens remontam ao ano de 313. Logo após a proclamação do Édito de Milão, iniciou-se a construção da primeira catedral neste sítio. Destruída por um terremoto em 1117, foi substituída por uma estrutura românica. O presente edifício, cuja pedra fundamental foi lançada em 5 de janeiro de 1547, é a terceira catedral, tendo sido a anterior considerada modesta demais para uma cidade que a esta altura já possuía as importantes basílicas dedicadas a Santo Antônio e Santa Justina.
O projeto foi fruto de um concurso público aberto pelo bispado, do qual participaram nomes de peso como Michelangelo, Jacopo Sansovino e Andrea della Valle. O desenho de Michelangelo foi o escolhido, e em 4 de abril de 1582 o novo coro foi inaugurado. A catedral tem estado em obras desde aquela época, e sua fachada nunca foi completa. Entretanto, o corpo da catedral já estava em um estado adiantado de construção quando foi solenemente consagrada em 25 de agosto de 1754.
Seu interior tem três naves, e proporções majestosas. Sobre a nave central se erguem duas cúpulas. Nas várias capelas e altares laterais se distribuem importantes obras de arte e relíquias, como telas de Pietro Damini, Paris Bordone, Dario Varotari, Giandomenico Tiepolo, Padovanino e outros, incluindo uma cópia da Madonna que Giotto pintara para Petrarca, cujo original se perdeu; esculturas e entalhes de Parodi, Bonazza e outros mestres; as tumbas de São Gregório Barbarigo e vários bispos e prelados, e alguns cenotáfios, destacando-se o do humanista Sperone Speroni.